# シュケルツェン・ガシ
シュケルツェン・ガシ（Shkëlzen Gashi, 1988年7月15日 - ）は、スイス・チューリッヒ出身の元サッカー選手。現役時代のポジションはMF。
スイス代表のU-19やU-21に招集されていた過去を持つが、A代表から招集される事はなかったため、2013年からサッカーアルバニア代表を選択している。

## 来歴
1998年、FCチューリッヒのユースチームでキャリアをスタートさせる。
スイスリーグにおいて2013-14より2季連続で得点王に輝いた。
2016年2月1日、コロラド・ラピッズに移籍した。

## 所属クラブ
- FCチューリッヒ 2006-2009

→ FCシャフハウゼン 2008 (loan)
→ ACベッリンツォーナ 2008-2009 (loan)
- ヌーシャテル・ザマックス 2010-2011

→ FCアーラウ 2011 (loan)
- FCアーラウ 2012
- グラスホッパー・クラブ・チューリッヒ 2012-2014
- FCバーゼル 2014-2016
- コロラド・ラピッズ 2016-2019
- FCアーラウ 2020-2023

## タイトル
- スイスリーグ得点王: 2013-14 （19得点）
- スイスリーグ得点王: 2014-15 （22得点）